# Championnat de Zambie de football 2009
Navigation
Saison précédente Saison suivante
La saison 2009 du Championnat de Zambie de football est la quarante-huitième édition de la première division en Zambie. Les seize meilleures équipes du pays sont regroupées au sein d'une poule unique où elles s'affrontent deux fois, à domicile et à l'extérieur. En fin de saison, les quatre derniers du classement sont relégués et remplacés par les deux premiers de chacune des deux groupes géographiques de Zambian Second Division, la deuxième division zambienne.
C'est le club du Zanaco FC qui remporte le championnat cette saison après avoir terminé en tête du classement, à égalité de points mais avec une meilleure différence de buts que le double tenant du titre, ZESCO United FC. Power Dynamos FC complète le podium, à neuf points du duo de tête. C'est le cinquième titre de champion de Zambie de l'histoire du club, en seulement huit saisons.

## Les clubs participants
| - Konkola Blades FC - Power Dynamos FC - Chambishi FC - Roan United FC - Green Buffaloes FC - Forest Rangers FC - Promu de Second Division - Zamtel FC - Promu de Second Division - Lusaka Dynamos FC | - Red Arrows FC - Zanaco FC - ZESCO United FC - Choma Eagles FC - Promu de Second Division - Young Arrows FC - Nakambala Leopards FC - Promu de Second Division - Kabwe Warriors FC - City of Lusaka FC |

## Compétition
Le barème de points servant à établir les classements se décompose ainsi :
- Victoire : 3 points
- Match nul : 1 point
- Défaite : 0 point

### Classement
| Rang | Équipe                 | Pts | J  | G  | N  | P  | Bp | Bc | Diff |
| ---- | ---------------------- | --- | -- | -- | -- | -- | -- | -- | ---- |
| 1    | Zanaco FC              | 63  | 30 | 19 | 6  | 5  | 50 | 18 | +32  |
| 2    | ZESCO United FCT       | 63  | 30 | 18 | 9  | 3  | 36 | 16 | +20  |
| 3    | Power Dynamos FC       | 54  | 30 | 14 | 12 | 4  | 34 | 22 | +12  |
| 4    | City of Lusaka FC      | 48  | 30 | 13 | 9  | 8  | 29 | 25 | +4   |
| 5    | Choma Eagles FCP       | 45  | 30 | 12 | 9  | 9  | 30 | 25 | +5   |
| 6    | Green Buffaloes FC     | 45  | 30 | 13 | 6  | 11 | 31 | 28 | +3   |
| 7    | Red Arrows FC          | 43  | 30 | 11 | 10 | 9  | 33 | 22 | +11  |
| 8    | Forest Rangers FCP     | 41  | 30 | 10 | 11 | 9  | 29 | 30 | -1   |
| 9    | Konkola Blades FC      | 39  | 30 | 9  | 12 | 9  | 27 | 28 | -1   |
| 10   | Roan United FC         | 37  | 30 | 10 | 7  | 13 | 33 | 36 | -3   |
| 11   | Kabwe Warriors FC      | 37  | 30 | 9  | 10 | 11 | 20 | 23 | -3   |
| 12   | Lusaka Dynamos FC      | 36  | 30 | 9  | 9  | 12 | 26 | 26 | 0    |
| 13   | Chambishi FC           | 33  | 30 | 7  | 12 | 11 | 23 | 33 | -10  |
| 14   | Zamtel FCP             | 27  | 30 | 7  | 6  | 17 | 13 | 31 | -18  |
| 15   | Nakambala Leopards FCP | 22  | 30 | 4  | 10 | 16 | 17 | 39 | -22  |
| 16   | Young Arrows FC        | 15  | 30 | 3  | 6  | 21 | 18 | 47 | -29  |

|  | Qualification pour la Ligue des champions de la CAF 2010 |
|  | Qualification pour la Coupe de la confédération 2010     |
|  | Relégation directe en Second Division                    |
|  | T : Tenant du titre P : Promu de Second Division         |

## Bilan de la saison
| Championnat de Zambie de football 2009 |                       |
| Champion                               | Zanaco FC (5e titre)  |
| Coupes et trophées                     |                       |
| Vainqueur de la Coupe de Zambie 2009   | Non disputée          |
| Qualifications continentales           |                       |
| Ligue des champions de la CAF 2010     | Zanaco FC             |
| Coupe de la confédération 2010         | ZESCO United FC       |
| Promotions et relégations              |                       |
| Promus en Premier League               | Nchanga Rovers FC     |
| Promus en Premier League               | Nkana FC              |
| Promus en Premier League               | Nkwazi FC             |
| Promus en Premier League               | National Assembly FC  |
| Relégués en Second Division            | Chambishi FC          |
| Relégués en Second Division            | Zamtel FC             |
| Relégués en Second Division            | Nakambala Leopards FC |
| Relégués en Second Division            | Young Arrows FC       |